# Hermann Hölter
Hermann Ernst Wilhelm Hölter (* 31. Januar 1900 in Lemgo; † 5. Mai 1989 in Boll) war ein deutscher Generalleutnant  im Zweiten Weltkrieg und Moderner Fünfkämpfer.

## Leben
Hermann Hölter trat während des Ersten Weltkriegs am 7. November 1917 als Fahnenjunker in das Ersatz-Bataillon des 10. Infanterie-Regiments Nr. 180 der Württembergischen Armee ein. Anfang März 1918 wurde er dem Regiment an der Westfront überwiesen und bei den Kämpfen dort Ende des Monats verwundet. Ende Mai 1918 war er wieder mit seinem Regiment an der Front. Noch im selben Jahr wurde ihm das Eiserne Kreuz II. Klasse verliehen. Im Oktober 1918 wurde er zum Fähnrich ernannt. Nach dem Krieg kam Hölter zum Schützen-Regiment Nr. 26 der Reichswehr, wo er am 1. August 1919 zum Leutnant befördert wurde. Ab Mai 1920 war Hölter im Reichswehr-Infanterie-Regiment 26, wo er als Kompanieoffizier eingesetzt wurde. Es folgte am 1. November 1925 die Beförderung zum Oberleutnant sowie am 1. April 1926 zum Adjutant des 13. (Württembergisches) Infanterie-Regiment.
Bei den Olympischen Sommerspielen 1928 in Amsterdam belegte Hölter für das Deutsche Reich den 7. Platz im Modernen Fünfkampf. Anschließend wurde er in den Stab des Gruppenkommando 1 versetzt. Mit Beginn des Monats April 1929 kam er als Adjutant an die Heeressportschule Wünsdorf. 1931 wurde er für die Führergehilfenausbildung in den Stab der 5. Division der Reichswehr versetzt. Am 1. August 1933 erfolgte die Beförderung zum Hauptmann. In dieser Funktion wurde Hölter am 1. Oktober 1933 zum OKH abgestellt. Hermann Hölter war zudem Mitglied des Organisationskomitees der Olympischen Winterspiele 1936 in Garmisch-Partenkirchen sowie der Olympischen Sommerspiele 1936 in Berlin.
Ab Mai 1934 wurde er für ein Jahr in das Truppenamt des Reichswehrministeriums versetzt, wo er in der Abteilung T 4 tätig war und zum Jahr 1937 zum Major befördert wurde. Vom 12. Oktober 1937 an war Hölter Chef der 10. Kompanie im Infanterie-Regiment 45 inne, ehe er im Sommer 1938 zum Ersten Generalstabsoffizier im Stab der 34. Infanterie-Division ernannt wurde. In dieser Rolle bezog er dann mit Ausbruch des Zweiten Weltkriegs Stellungen im Westen. Es folgte die Auszeichnung mit dem Eisernen Kreuz I. Klasse. Ende September 1940 gab er seinen Posten auf, war fortan an der Deutschen Heeresmission in Rumänien tätig und wirkte zugleich als Taktiklehrer an der rumänischen Kriegsakademie. Im Juni 1941 wurde er dann zum Chef des Generalstabes des Deutschen General beim Hauptquartier der Finnischen Armee ernannt. Zum 1. Oktober 1941 wurde Hölter Chef des Generalstabes vom Höheres Kommando XXXVI. Vom 1. November 1943 bis 5. Februar 1944 war Hölter als Oberst Chefs des Generalstabes der XIX. Gebirgs-Korps, ehe er dann in die Führerreserve des OKH versetzt. Am 1. März 1944 wurde er zum Chef des Generalstabes der 20. Gebirgs-Armee ernannt. Als solcher wurde er am 1. April 1944 zum Generalmajor befördert und am 17. August 1944 wurde ihm das Deutsche Kreuz in Gold verliehen. Am 20. April 1945 wurde er noch zum Generalleutnant befördert. Mit der Kapitulation der Wehrmacht geriet Hölter in alliierte Kriegsgefangenschaft. Aus dieser wurde er 1947 wieder entlassen.
1953 veröffentlichte er das Buch Armee in der Arktis. Die Operationen der deutschen Lappland-Armee.
Sein Bruder war der Bildhauer Wilhelm Hölter.